# Mimi Rogers
Mimi Rogers, pseudonimo di Miriam Spickler (Coral Gables, 27 gennaio 1956), è un'attrice statunitense.

## Biografia
È stata sposata con Jim Rogers dal 1977 al 1980, adottando il cognome dell'ex coniuge anche dopo la fine del loro rapporto. Nei primi anni ottanta inizia ad apparire in serie tv o in film tv. Il suo matrimonio con Tom Cruise, celebrato il 9 maggio 1987, coincide con il suo momento d'oro per il lancio nel mondo del cinema, ottenendo scritture per recitare accanto a grandi star come ad esempio Anthony Hopkins in Ore disperate (1990). Un'attenzione, quella ottenuta dai produttori cinematografici, che non si affievolirà quando l'unione con Cruise si risolverà nel divorzio il 4 febbraio 1990.

Mimi Rogers nel 1989 insieme all'allora marito Tom Cruise.

Nel 1993, all'età di trentasette anni, accetta di posare per il giornale Playboy rivolto al pubblico adulto. Nel corso degli anni novanta fa ritorno in televisione interpretando il ruolo di Diana Fowley in X-Files. Dal 20 marzo 2003 è sposata con Chris Ciaffa, dal quale ha avuto due figli.

## Filmografia

### Cinema
- Blue Skies Again, regia di Richard Michaels (1983)
- Gung Ho, regia di Ron Howard (1986)
- Street Smart - Per le strade di New York (Street Smart), regia di Jerry Schatzberg (1987)
- Chi protegge il testimone (Someone to Watch Over Me), regia di Ridley Scott (1987)
- Jamaica Cop (The Mighty Quinn), regia di Carl Schenkel (1989)
- L'intruso (Hider in the House), regia di Matthew Patrick (1989)
- Dimenticare Palermo, regia di Francesco Rosi (1990)
- Ore disperate (Desperate Hours), regia di Michael Cimino (1990)
- The Doors, regia di Oliver Stone (1991)
- Sotto massima sorveglianza (Wedlock), regia di Lewis Teague (1991)
- Sacrificio fatale (The Rapture), regia di Michael Tolkin (1991)
- I protagonisti (The Player), regia di Robert Altman (1992)
- White Sands - Tracce nella sabbia (White Sands), regia di Roger Donaldson (1992)
- Amici per la vita (Dark Horse), regia di David Hemmings (1992)
- Una moglie di troppo (Shooting Elizabeth), regia di Baz Taylor (1992)
- Reflections on a Crime, regia di Jon Purdy (1994)
- Il mio amico zampalesta (Monkey Trouble), regia di Franco Amurri (1994)
- Killer, regia di Mark Malone (1994)
- The Beast, regia di Rhoderyc C. Montgomery – cortometraggio (1995) (voce)
- Lontano da casa (Far from Home: The Adventures of Yellow Dog), regia di Phillip Borsos (1995)
- Mosche da bar (Trees Lounge), regia di Steve Buscemi (1996)
- L'amore ha due facce (The Mirror Has Two Faces), regia di Barbra Streisand (1996)
- Little White Lies, regia di Pauline Chan (1996)
- Austin Powers - Il controspione (Austin Powers: International Man of Mystery), regia di Jay Roach (1997)
- Lost in Space - Perduti nello spazio (Lost in Space), regia di Stephen Hopkins (1998)
- Seven Girlfriends, regia di Paul Lazarus (1999)
- Licantropia Evolution (Ginger Snaps), regia di John Fawcett (2000)
- The Upgrade, regia di Bill Robinson – cortometraggio (2000)
- Cruel Intentions 2 - Non illudersi mai (Cruel Intentions 2), regia di Roger Kumble (2000)
- Scemo & più scemo - Iniziò così... (Dumb and Dumberer: When Harry Met Lloyd), regia di Troy Miller (2003)
- Seeing Other People, regia di Wallace Wolodarsky (2004)
- Una promessa mantenuta (The Gunman), regia di Daniel Millican (2004)
- The Door in the Floor, regia di Tod Williams (2004)
- Dancing in Twilight, regia di Bob Roe (2005)
- Penny Dreadful, regia di Richard Brandes (2006)
- Big Nothing, regia di Jean-Baptiste Andrea (2006)
- Falling Up, regia di David M. Rosenthal (2008)
- Order of Chaos, regia di Vince Vieluf (2010)
- Lucky, regia di Gil Cates Jr. (2011)
- Il matrimonio che vorrei (Hope Springs), regia di David Frankel (2012)
- Le squillo della porta accanto (For a Good Time, Call...), regia di Jamie Travis (2012)
- Mall, regia di Joe Hahn (2014)
- The Wedding Ringer - Un testimone in affitto (The Wedding Ringer), regia di Jeremy Garelick (2015)
- Captive, regia di Jerry Jameson (2015)
- Affairs of State - Intrighi di stato (Affairs of State), regia di Eric Bross (2018)

### Televisione
- Hill Street giorno e notte (Hill Street Blues) – serie TV, episodi 1x14-1x15 (1981)
- Quincy (Quincy M.E.) – serie TV, episodi 7x03-7x04 (1981)
- Magnum, P.I. – serie TV, episodio 2x16 (1982)
- Causa di divorzio (Divorce Wars: A Love Story), regia di Donald Wrye – film TV (1982)
- Hear No Evil, regia di Harry Falk – film TV (1982)
- The Rousters, regia di E.W. Swackhamer – film TV (1983)
- The Rousters – serie TV, 13 episodi (1983-1984)
- Cuore e batticuore (Hart to Hart) – serie TV, episodio 4x20 (1983)
- Il profumo del successo (Paper Dolls) – serie TV, 13 episodi (1984)
- Embassy, regia di Robert Michael Lewis – film TV (1985)
- Mi hai rovinato la vita (You Ruined My Life) – film TV (1987)
- Il sapore dell'inganno (Fourth Story), regia di Ivan Passer – film TV (1991)
- Dream On – serie TV, episodi 2x01-3x01-3x02 (1991-1992)
- I racconti della cripta (Tales from the Crypt) – serie TV, episodio 4x05 (1992)
- Il prezzo di un amore (Ladykiller), regia di Michael M. Scott – film TV (1992)
- The Larry Sanders Show – serie TV, episodi 1x06-3x02 (1992-1994)
- Ho sposato un assassino (Bloodlines: Murder in the Family), regia di Paul Wendkos – film TV (1993)
- Omicidi firmati (A Kiss to Die For), regia di Leon Ichaso – film TV (1993)
- Il massaggio dell'anima (Full Body Massage), regia di Nicolas Roeg – film TV (1995)
- Partners – serie TV, episodio 1x14 (1996)
- Amiche per la vita (In the Blink of an Eye), regia di Micki Dickoff – film TV (1996)
- I mastini del potere (Weapons of Mass Distraction), regia di Stephen Surjik – film TV (1997)
- Un desiderio è un desiderio (The Christmas List), regia di Charles Jarrott – film TV (1997)
- Un cliente pericoloso (Tricks), regia di Kenneth Fink – film TV (1997)
- Host, regia di Mick Garris – film TV (1998)
- X-Files (The X Files) – serie TV, 7 episodi (1998-1999)
- L'aritmetica del diavolo (The Devil's Arithmetic) – film TV , regia di Donna Deitch (1999)
- It's Like, You Know... – serie TV, episodi 2x08-2x12 (1999-2000)
- Common Ground, regia di Donna Deitch  film TV (2000)
- Geena Davis Show (The Geena Davis Show) – serie TV, 22 episodi (2000-2001)
- My Horrible Year!, regia di Eric Stoltz – film TV (2001)
- Le nuove avventure di Scooby-Doo (What's New, Scooby-Doo?) – serie TV animata, episodio 1x09 (2002) (voce)
- Charms for the Easy Life, regia di Joan Micklin Silver – film TV (2002)
- Dawson's Creek – serie TV, episodio 6x21 (2003)
- Intrappolati al centro della Terra (Cave In), regia di Rex Piano – film TV (2003)
- Las Vegas – serie TV, episodio 1x08 (2003)
- Hope & Faith – serie TV, episodio 1x13 (2004)
- Stone Cold - Caccia al serial killer (Stone Cold), regia di Robert Harmon – film TV (2005)
- Innocenza in vendita (Selling Innocence), regia di Pierre Gang – film TV (2005)
- The Stranger Game, regia di Terry Ingram – film TV (2006)
- The Loop – serie TV, 17 episodi (2006-2007)
- Storm cell - Pericolo dal cielo (Storm Cell), regia di Steven R. Monroe – film TV (2008)
- Due uomini e mezzo (Two and a Half Men) – serie TV, 6 episodi (2011-2014)
- The Client List - Clienti speciali (The Client List) – serie TV, episodio 1x01 (2011)
- Wilfred – serie TV, episodi 4x07-4x09-4x10 (2014)
- Bosch – serie TV, 28 episodi (2014-2020)
- Mad Men – serie TV, episodio 7x09 (2015)
- NCIS - Unità anticrimine (NCIS) – serie TV, episodi 12x23-12x24-13x01 (2015)
- Ash vs Evil Dead (Ash vs. Evil Dead) – serie TV, episodio 1x02 (2015)
- Blue Bloods – serie TV, episodio 8x06 (2017)
- Le regole del delitto perfetto (How to Get Away with Murder) – serie TV, episodio 5x01 (2018)
- NCIS: Los Angeles – serie TV, episodio 10x15 (2019)
- Bosch: l'eredità (Bosch: Legacy) – serie TV, 30 episodi (2022-2025)

## Doppiatrici italiane
Nelle versioni in italiano dei suoi lavori, Mimi Rogers è stata doppiata da:
- Isabella Pasanisi in Street smart - Per le strade di New York, Cruel Intentions 2 - Non illudersi mai, Bosch, Mad Men, Bosch: L'eredità, Ballard
- Maria Pia Di Meo in Chi protegge il testimone, Lost in Space - Perduti nello spazio, L'aritmetica del diavolo
- Laura Boccanera in Jamaica Cop, Stone Cold - Caccia al serial killer, X-Files
- Angiola Baggi in Dimenticare Palermo, Ore disperate, Ash Vs Evil Dead
- Emanuela Rossi in Gung Ho - Arrivano i giapponesi, L'amore ha due facce
- Antonella Giannini in Una promessa mantenuta, NCIS - Unità anticrimine
- Alessandra Cassioli in Psycopath - Delitti sul web, Il mondo che vorrei
- Melina Martello in Austin Powers - Il controspione, Blue Bloods
- Ludovica Marineo in Killer
- Stefania Patruno ne L'intruso
- Marina Tagliaferri in Sotto massima sorveglianza
- Gabriella Borri in Sacrificio fatale
- Cinzia De Carolis ne Il mio amico Zampalesta
- Silvia Pepitoni in Un desiderio è un desiderio
- Pinella Dragani in Scemo e più scemo - Iniziò così
- Tiziana Avarista in The Door in the Floor
- Laura Romano ne Lo squillo della porta accanto
- Roberta Paladini in The Wedding Ringer - Un testimone in affitto
- Chiara Salerno ne Le regole del delitto perfetto
- Valeria Perilli in NCIS: Los Angeles